# Jiří Weiss
Jiří Weiss (Praga, 29 marzo 1913 – Santa Monica, 9 aprile 2004) è stato un regista cecoslovacco.
Affermatosi in patria inizialmente come documentarista, in seguito all'occupazione nazista, fu costretto a lasciare il paese rifugiandosi in Gran Bretagna dove si impegnò a produrre molti lungometraggi e documentari di chiara attività propagandistica antinazista.
Terminata la guerra, ritornò in Cecoslovacchia, e la sua attività ne fece una delle personalità più rappresentative della cinematografia cecoslovacca.
Della sua numerosa filmografia meritano di essere ricordati La tana del lupo (Vlcí jáma), del 1958, analisi di un ambiente borghese in decadenza dei primi decenni del '900 e Giulietta, Romeo e le tenebre (Romeo, Julia a tma), del 1960, drammatico spiraglio sull'eroica  resistenza cecoslovacca contro i nazisti.

## Documentari e film
- Marta ed io (Martha et moi) (1991)
- Wie man seinen Gatten los wird (1970), per la televisione
- Waterloo (1969), per la televisione
- Spravedlnost pro Selvina (1968), per la televisione
- Vrazda po cesku (1967)
- Ninety Degrees in the Shad (1965)
- Zlaté kapradí (1963)
- Prominte, omyl (1963), per la televisione
- Zbabĕlec (1962)
- Giulietta, Romeo e le tenebre (Romeo, Julia a tma) (1960)
- Taková láska (1959)
- La tana del lupo (Vlcí jáma) (1957)
- Hra o zivot (1956)
- Punta a ctyrlístek (1955)
- Muj prítel Fabián (1955)
- Radostné dny (1951)
- Poslední výstrel (1950)
- Vstanou noví bojovníci (1950)
- Písen o sletu (1949)
- Dravci (1948)
- Uloupená hranice (1947)
- Night and Day (1945)
- Verni zustaneme (1945)
- 311 (1943)
- Before the Raid (1943)
- 100 miliónu zen (1942)
- Mládez bojuje (1942)
- Porobena zeme (1942)
- Sovetský Svaz útocí (1942)
- John Smith Wakes Up (1941)
- Eternal Prague (1940)
- Home Front (1940)
- Who Killed Jack Robins? (1940)
- The Rape of Czechoslovakia (1939)
- Cesta ze stínu (1938)
- Nase zeme (1938)
- Písen o smutné zemi (1937)
- Pojd s námi (1937)
- Dejte nám kridla (1936)
- Lidé na slunci (1935)

## Temi e sceneggiature
- Spravedlnost pro Selvina (1968), trama scritta
- Vrazda po cesku (1967), trama scritta
- Ninety Degrees in the Shade (1965), novella
- Zlaté kapradí (1963), sceneggiatura
- Prominte, omyl (1963), trama scritta
- Zbabelec (1961), trama scritta
- Romeo, Julia a tma (1960), trama scritta
- Taková láska (1959) sceneggiatura
- Vlcí jáma (1957), trama scritta
- Hra o zivot (1956), trama scritta
- Punta a ctyrlístek (1955), trama scritta
- Muj prítel Fabián (1955), trama scritta
- Písen o sletu (1949), trama scritta
- Dravci (1948) sceneggiatura
- Uloupená hranice (1947), trama scritta
- Verni zustaneme (1945), trama scritta